# Голенин-Ростовский, Фёдор Васильевич
Князь Фёдор Васильевич Голенин-Ростовский — воевода во времена правления Василия III Ивановича.
Из княжеского рода Голенины-Ростовские. Второй из четырёх сыновей князя Василия Ивановича Голенина-Ростовского. Имел бездетных братьев, князей: Петра Васильевича, Ивана Васильевича по прозванию "Большой" и "Ушатый", упомянутый в 1544 году первым воеводой войск правой руки в Казанском походе по Волге, и Ивана Васильевича Меньшого, после смерти которых княжеский род угас.

## Биография
В 1518 году второй воевода в Дорогобуже. В 1519 году четвёртый воевода войск на берегу Оки для охранения от нападения крымских татар. В 1520-1521 годах четвёртый воевода в Нижнем Новгороде. В 1524 году четвёртый воевода на Угре, вновь для бережения от нападения татар. В 1527 году третий воевода во Владимире.
По родословной росписи показан бездетным.

## Критика
В Русской родословной книге А.Б. Лобанова-Ростовского у отца, князя Василия Ивановича, показано 4 сына, данное отражено и в Истории родов русского дворянства П.Н. Петрова. В родословной книге М.Г. Спиридова у отца показано три сына, отсутствует князь Пётр Васильевич, старшим показан князь Фёдор Васильевич, что подтверждается поколенной росписью родословной книги из собрания М.А. Оболенского поданной в 1682 году в Палату родословных дел, а князь с именем Пётр вообще отсутствует в княжеской родословной.